# 伊斯基泰拉
伊斯基泰拉（義大利語：Ischitella），是意大利福贾省的一个市镇。总面积87.37平方公里，人口4401人，人口密度50.4人/平方公里（2009年）。ISTAT代码为071025。